# Tipula (Savtshenkia) postposita
Tipula (Savtshenkia) postposita is een tweevleugelige uit de familie langpootmuggen (Tipulidae). De soort komt voor in het Palearctisch gebied.